# Kathedraal van Lyon
De Kathedraal van Lyon, voluit église Saint-Jean-Baptiste-et-Saint-Étienne en vaak cathédrale Saint-Jean of primatie van Lyon genoemd, is de kathedraal en domkerk van Lyon (Frankrijk). De term primatie komt van de Primaat van Gallië en is de historische titel van de bisschop van Lyon.
De kathedraal werd gebouwd tussen 1180 tot 1480 en bevat een mengeling van architectonische bouwstijlen, zoals het romaans en de gotiek. De kathedraal heeft een astronomisch uurwerk uit de 14e eeuw.

## De bouw

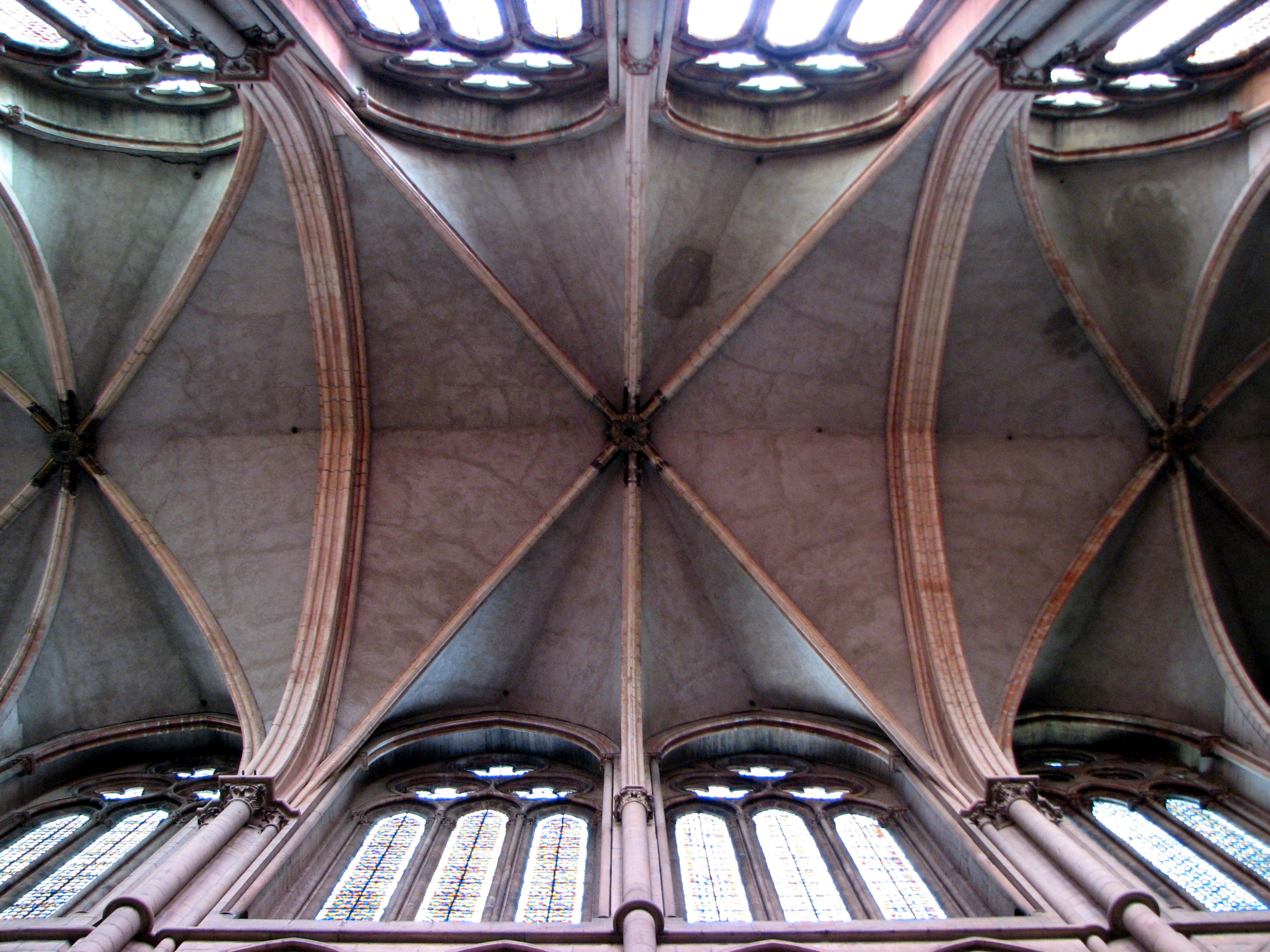
Het gewelf boven het schip

De bouw van de kathedraal begon in de 12e eeuw met de muur van het klooster. De basisdelen van de apsis, de twee kapellen aan de zijkant en het transept zijn gebouwd tussen 1165 en 1180 in de romaanse stijl.

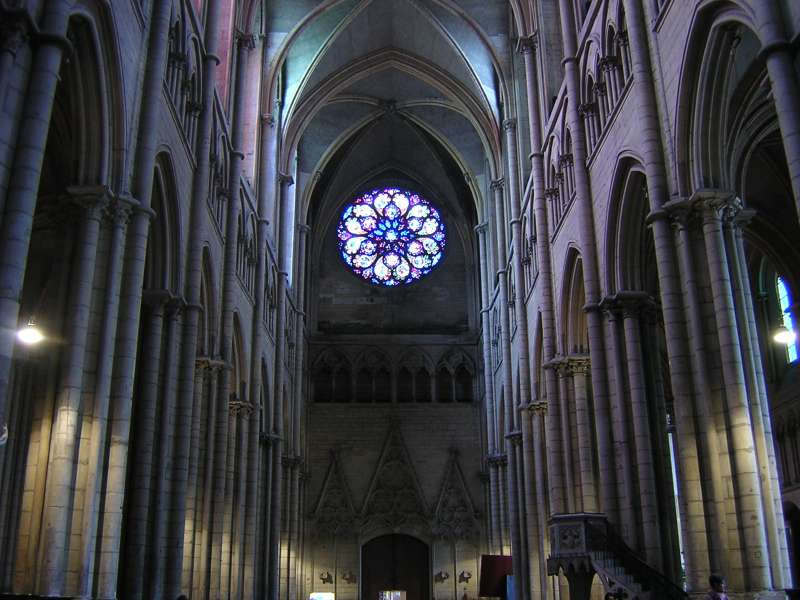
Het schip van de kathedraal

Tussen de 12e en de eerste helft van de 13e eeuw werden het gewelf van de apsis en vervolgens van het transept in gotische stijl gebouwd, met verder de twee oostelijke torens, de vier eerste draagbalken van het schip en hun eindgewelven. In het midden van de 13e eeuw werden de gebrandschilderde ramen van het priesterkoor en de twee roosvensters van het transept voltooid. Tussen het einde van de 13e eeuw en de eerste dertig jaren van de 14e eeuw werden de vier laatste draagbalken van het lagere deel van de façade voltooid. Aan het eind van de 14e eeuw werd het gewelf van de achterste dragers voltooid en het roosvenster in 1392.
In de 15e eeuw werden het bovenste deel van de façade en de torens afgebouwd. Het beeld van Vader God werd geplaatst in de top van de puntgevel in 1481. De kapel van de Bourbons dankt zijn naam aan de aartsbisschoppen die de opdracht hadden gegeven tot de bouw. Deze kapel is in een flamboyante gotische stijl en is gebouwd tussen het eind van de 15e en het begin van de 16e eeuw. In 1562, tijdens de hugenotenoorlogen, werd de kathedraal verwoest door de calvinistische troepen van François de Beaumont, baron van Adrets.
Tijdens de 18e eeuw werden de middeleeuwse gebrandschilderde ramen in het grote schip en van het timpaan van het grote portaal vernield onder de Orde van Chanoines. Gedurende de Franse Revolutie onderging de kathedraal enkele beschadigingen.
Tussen 1791 en 1793 gaf bisschop Antoine-Adrien Lamourette opdracht tot de aanpassing van het priesterkoor, waardoor het doksaal aanzienlijk vernield werd. Het doksaal werd enkele eeuwen later, tussen 1935 en 1936, in zijn middeleeuwse luister gerestaureerd. Tijdens de bevrijding van Lyon in september 1944 werd een aantal ramen vernield. In 1982 werd de façade verlaagd.

## Astronomisch uurwerk
Het astronomisch uurwerk in de kathedraal is gemaakt in de 14e eeuw en is in de loop van de geschiedenis meerdere malen gewijzigd.
Het uurwerk geeft de datum, de posities van de Maan, de Zon en de Aarde, evenals de sterren aan de hemel boven Lyon weer. Dit geldt voor de kennis van die tijd, waarbij men er nog van uitging dat de Zon om de Aarde draaide. De klok kent een cyclus van 66 jaar, en is voor het laatst in 1954 ingesteld; daardoor kan het mechanisme een datum weergeven tot en met het jaar 2019.
Boven de klok bevinden zich automatische mechanieken die enkele keren per dag een slaguurwerk in beweging brengen. Het geeft een voorstelling van de scène van de dieren tijdens de aankondiging van de geboorte van Jezus aan Maria.

## Belangrijke gebeurtenissen
De kathedraal is in de geschiedenis het toneel geweest van belangrijke gebeurtenissen in zowel het religieuze en politieke leven. Een aantal voorbeelden hiervan zijn:
- Het Eerste concilie van Lyon, door de Rooms-Katholieke Kerk beschouwd als het dertiende oecumenische concilie, vond in de kathedraal plaats van 28 juni tot 17 juli 1245. Het altaar werd ingewijd door paus Innocentius IV.
- Het lichaam van Lodewijk IX van Frankrijk werd na zijn dood aan de pest (of tyfus) in Tunis tijdens de Achtste Kruistocht teruggebracht en bijgezet in de kathedraal.
- Het Tweede concilie van Lyon ofwel het veertiende oecumenische concilie werd in de kathedraal bijeengeroepen van 7 mei tot 12 juli 1274 door paus Gregorius X.
- Paus Johannes XXII werd gekroond in de kathedraal in 1316.
- Op 13 december 1600 werd er het huwelijk tussen Hendrik IV en Maria de' Medici voltrokken.
- Kardinaal de Richelieu ontving er zijn baret als kardinaal.
- Keizer Napoleon Bonaparte en zijn vrouw Joséphine werden hier in 1805 door kardinaal Fesch ontvangen.

## Fête des lumières
Jaarlijks is er rond 8 december in Lyon het Fête des lumières (lichtfeest) waarbij de kathedraal en vele andere objecten in de stad op een artistieke manier verlicht worden.
De Fête des Lumières is ontstaan in de middeleeuwen en van oorsprong bedoeld om de Maagd Maria te vereren die sinds 1643 de beschermheilige is van de stad, het jaar waarin Lyon werd getroffen door een grote pest. Hierop spraken de schepenen (wethouders) van Lyon, de eerste magistraat en de notabelen de wens uit, elk jaar na het einde van de pest een hommage aan de Maagd uit te brengen.
Sindsdien begeeft een stoet zich van de kathedraal naar de Notre-Dame de Fourvière voor de viering in eerste instantie op 8 september, door de schenking van wassen kaarsen en gouden écu's aan de maagd Maria.
In 1852 werd het beeld van Maria geplaatst bij de kapel van de maagd op de heuvel Fourvière en zou de inhuldiging plaatsvinden op 8 september van dat jaar. Maar de hoge waterstand van de Saône zorgde ervoor dat deze uitgesteld moest worden. De aartsbisschop besloot daarom met de commissie van leken de inhuldiging uit te stellen tot 8 december.